# فرودگاه گوایارامرین
فرودگاه گوایارامرین (به انگلیسی: Guayaramerín Airport) یک فرودگاه همگانی با کد یاتا GYA است که یک باند فرود خاک دارد و طول باند آن ۱۷۶۴ متر است. این فرودگاه در کشور بولیوی قرار دارد و در ارتفاع ۱۷۰ متری از سطح دریا واقع شده است.

## شرکت‌های هواپیمایی و مقصدهای پروازی
| شرکت‌های هواپیمایی              | مقصدهای پروازی                                                                                                 |
| ------------------------------ | --- |
| آئروکون                        | ریبرالتا، ستوان خورخه هنریش آرائوز                                                                             |
| Amaszonas                      | ریبرالتا، ویرو ویرو                                                                                            |
| اکوجت                          | خورخه ویلسترمان، ال آلتو، ویرو ویرو، ستوان خورخه هنریش آرائوز، خوانا ازوردوی دا پادیلا، کاپیتان اوریل لی پلازا |
| TAM - Transporte Aéreo Militar | ستوان خورخه هنریش آرائوز                                                                                       |